# Илекский уезд
Илекский уезд — административно-территориальная единица Уральской губернии Киргизской (с 1925 — Казакской) АССР, существовавшая в 1920—1927 годах.
Илекский уезд с центром в городе Илек был образован в 1920 году. Первоначально в его состав вошли следующие волости:
| - Александровская. Центр — п. Александровка - Алмазная. Центр — п. Алмазный - Березовская. Центр — п. Березовка - Благодарненская. Центр — п. Благодарный - Бурлинская кочевая - Григорьевская. Центр — п. Григорьевский - Джиренкопинская кочевая - Иртекская - Ишкарганская - Калининская. Центр — п. Калининский - Караагачская кочевая | - Карачаганакская кочевая - Кинделинская. Центр — п. Кинделинский - Киндиктинская кочевая - Красноярская. Центр — п. Красноярский - Лубенская. Центр — п. Лубенка - Мустаевская. Центр — п. Мустаевский - Николаевская. Центр — п. Николаевский - Ново-Алексеевская. Центр — п. Ново-Алексеевский - Отрадная. Центр — п. Отрадный - Петропавловская. Центр — п. Петропавловский - Покровская. Центр — п. Покровский | - Полтавская. Центр — п. Полтавка - Приуральская. Центр — п. Приуральский - Святодуховская. Центр — п. Святодуховский - Сухареченская. Центр — п. Сухаречка - Таратбасовская кочевая - Успенская. Центр — п. Успенский - Чиликская кочевая - Чингирлауская кочевая - Яманская. Центр — п. Яманский |

23 марта 1921 года Джиренкопинская, Калининская, Ново-Алексеевская и Петропавловская волости были переданы в Ак-Булакский район Актюбинской губернии. Красноярская и Покровская волости были переданы в Илецкий район Оренбургской губернии.
6 сентября 1922 года Александровская и Святодуховская волости были переданы в Уральский уезд, но вскоре возвращены обратно (при этом Александровская волость была упразднена).
28 июня 1923 года были упразднены волости: Алмазная, Березовская, Благодарненская, Ишкарганская, Караагачская, Кинделинская, Киндиктинская, Мустаевская, Николаевская, Отрадная, Полтавская, Приуральская, Сухареченская, Таратбасовская, Успенская, Чингирлауская и Яманская. Григорьевская и Святодуховская волости переданы в Уральский уезд и при этом упразднены. Центр Карачаганакской волости установлен в п. Карачаганак, центр Чиликской — в п. Чилик, центр Бурлинской — в п. Бурлин. Иртекская волость была переименована в Ташлинскую (центр — п. Ташла). Образована Илекская волость с центром в г. Илек.
К концу 1924 года в составе уезда осталось 6 волостей: Бурлинская, Илекская, Карачаганакская, Лубенская, Ташлинская и Чиликская.
5 октября 1926 года Илекская (с г. Илек) и Ташлинская волости были переданы в Оренбургский уезд Оренбургской губернии. При этом, расположение уисполкома, по-видимому, осталось в г. Илек Оренбургской губернии.
5 марта 1927 года Илекский уезд был упразднён. При этом Бурлинская волость была передана в Уральский уезд, а Карачаганакская, Лубенская и Чиликская — в Актюбинский уезд Актюбинской губернии